# Bistum Pedena

Das Bistum Pedena ist ein ehemaliges Bistum der römisch-katholischen Kirche in Istrien.

## Geschichte
Die Gründung erfolgte höchstwahrscheinlich im 6. Jahrhundert. Als Schutzpatron von Pićan galt der Heilige Nikephorus der erste Bischof von Pićan. Erste schriftliche Belege stammen aus dem Jahr 579, als der Name des Bischofs von Pićan, Marcian, in einem Brief erwähnt wird.
Im Jahr 996 bestätigte Kaiser Otto III. den Suffraganstatus der Diözese Pedena gegenüber dem Patriarchat von Aquileia.
Am 2. April 1237 schrieb Papst Gregor IX. an den Bischof von Emona (Cittanova) und den gewählten Bischof von Triest. Darin äußerte er seine Besorgnis darüber, dass das Bistum Aquileia viel zu groß sei, als dass der Patriarch es angemessen verwalten könnte. Dies gelte insbesondere für die östlichen Gebiete in der Nähe Ungarns, in denen er keine Visitationen durchführen könne. Es gebe Vakanzen in den Pfarrstellen, Menschen stürben ohne Salbung oder litten ohne ausreichende geistliche Betreuung und gerieten in Irrtümer. Der Patriarch hatte vorgeschlagen, den Bischofssitz von Pedena in das Kloster Obremburch (Oberburgense, Ottemburg) zu verlegen, das direkt dem Patriarchat unterstand. Die beiden Prälaten wurden beauftragt, die Lage in Aquileia und Pedena zu untersuchen, um zu prüfen, ob eine für beide Seiten akzeptable Lösung der Probleme gefunden werden könne. Näheres ist nicht bekannt, außer dass der Sitz des Bistums nicht verlegt wurde.
Im Jahr 1766 lebten in der Stadt Pedena etwa 200 Katholiken. Die gesamte Diözese umfasste 24 Ortschaften. Die Kathedrale von Pedena war dem Heiligen Nikephorus (Nikefor) geweiht. Die neue Kathedrale wurde im 14. Jahrhundert auf ihren Ruinen errichtet und der Jungfrau Maria geweiht. Sie wurde von einem einzigen Erzdiakon und drei Kanonikern besetzt und verwaltet, später wurden es zwei. Heute ist sie die Pfarrkirche des Dorfes, und die Messe wird in Altkirchenslawisch gefeiert.
Die Diözese gehörte zur Kirchenprovinz des Patriarchat von Aquileia. Ab 1788 kam es in Nordostitalien zu einer Reihe von Verwaltungsänderungen. Der Bischof von Pedena, Aldrago Antonin de Piccardi, war am 14. Februar 1785 in die Diözese Senj e Modruš (Kroatien) versetzt und nicht ersetzt worden. Am 20. August 1788 wurde die Diözese Pedena aufgehoben und ihr Gebiet dem von Gradisca zugeschlagen. Auf Druck von Kaiser Joseph II. hob Papst Pius VI. 1788 die Diözese Triest und die Erzdiözese Görz auf und vereinigte sie mit der neuen Diözese Gradisca.
Die Diözese wurde 1969 als Titularbistum Petina neu gegründet.

## Bischöfe
Erster Bischof war 524 der Heilige Nicefor und letzter Bischof war Aldrago Antonio de Piccardi von 1766 bis 1778.